# Гомаринген
Гомаринген (њем. Gomaringen) општина је у њемачкој савезној држави Баден-Виртемберг. Једно је од 15 општинских средишта округа Тибинген. Према процјени из 2010. у општини је живјело 8.599 становника. Посједује регионалну шифру (AGS) 8416015.

## Географски и демографски подаци
Гомаринген се налази у савезној држави Баден-Виртемберг у округу Тибинген. Општина се налази на надморској висини од 474 метра. Површина општине износи 17,3 km². У самом мјесту је, према процјени из 2010. године, живјело 8.599 становника. Просјечна густина становништва износи 497 становника/km².

## Међународна сарадња
| Мјесто      | Држава    | Врста сарадње | Од    |
| ----------- | --------- | ------------- | ----- |
| Арси сир Об | Француска | партнерство   | 1976. |
| Извор       |           |               |       |